# Nachtkaardespinnen
Nachtkaardespinnen (Amaurobiidae) zijn een familie van spinnen bestaande uit 202 soorten in 26 geslachten. 
Nachtkaardespinnen maken een mat web met glanzende schijn. Ze zijn 's nachts actief.

## Geslachten
- Altellopsis Simon, 1905
- Amaurobius C. L. Koch, 1837
- Arctobius Lehtinen, 1967
- Auhunga Forster & Wilton, 1973
- Callobius Chamberlin, 1947
- Cybaeopsis Strand, 1907
- Dardurus Davies, 1976
- Daviesa Koçak & Kemal, 2008
- Ecurobius Zamani & Marusik, 2021
- Himalmartensus Wang & Zhu, 2008
- Maloides Forster & Wilton, 1989
- Muritaia Forster & Wilton, 1973
- Neuquenia Mello-Leitão, 1940
- Otira Forster & Wilton, 1973
- Ovtchinnikovia Marusik, Kovblyuk & Ponomarev, 2010
- Oztira Milledge, 2011
- Pimus Chamberlin, 1947
- Rhoicinaria Exline, 1950
- Storenosoma Hogg, 1900
- Taira Lehtinen, 1967
- Tugana Chamberlin, 1948
- Tymbira Mello-Leitão, 1944
- Virgilus Roth, 1967
- Wabarra Davies, 1996
- Waitetola Forster & Wilton, 1973
- Yacolla Lehtinen, 1967

## Taxonomie
Voor een overzicht van de geslachten en soorten behorende tot de familie zie de lijst van nachtkaardespinnen.

## Bekende soorten
Enkele bekendere soorten die in Nederland een België voorkomen zijn:
- Boskaardespin (Callobius claustrarius)
- Grote kaardespin (Amaurobius ferox)
- Huiskaardespin (Amaurobius fenestralis)
- Muurkaardespin (Amaurobius similis)
- Rotskaardespin (Titanoeca obscura)